# Caféosite
La сaféosite, ainsi appelée en raison de sa composition chimique (calcium, fer, oxygène, soufre), est un oxysulfure de calcium et de fer découvert en 2024 dans la chondrite carbonée métamorphisée Dhofar 225. De formule chimique Ca4FeII3FeIII2(□1−xFex)O6S4, c'est un exemple unique de minéral contenant simultanément du fer dans les trois états d'oxydation FeIII, FeII et un intermédiaire entre FeII et Fe0 impliqué dans une liaison Fe-Fe de type métallique.

## Minéralogie
En lumière réfléchie, la caféosite est grise, sans réflexions internes. L'anisotropie est modérée, la biréflectance dans les teintes grises. La microspectroscopie infrarouge n'a révélé aucune bande attribuable à OH−, H2O ou CO32−. En raison de la petite taille des grains, la structure cristalline du minéral a été étudiée à l'aide d'un analogue synthétique, qui s'est avéré isostructural avec la caféosite naturelle d'après les données de diffraction de rétrodiffusion des électrons (EBSD). La caféosite est orthorhombique et a pour groupe d'espace Cmce (groupe no 64) : a = 17,485 6(9) Å ; b = 11,151 6(5) Å, c = 11,154 3(5) Å, Z = 8, V = 2 175,0(2) Å3, masse volumique = 4,11 g/cm3.
La composition chimique de la caféosite naturelle et synthétique correspond à la formule Ca4FeII3FeIII2(□1−xFex)O6S4, où (□1−xFex) désigne une lacune structurale partiellement occupée par du fer de type semi-métallique (x = 0,2–0,3). La formule idéale du minéral est Ca4FeII3FeIII2□O6S4.

## Pétrologie
Dhofar 225 est une chondrite carbonée classée comme CM anormale  mais qui est probablement liée au groupe CY (type Yamato). La caféosite se présente sous la forme de minuscules grains anédriques fusionnés en agrégats irréguliers de taille atteignant 20 μm, généralement bordés de troïlite ou de pyrrhotite d'un micromètre d'épaisseur. Les grains sont disséminés de manière aléatoire dans une matrice chondritique composée de phyllosilicates métamorphisés. Les minéraux accessoires associés sont la troïlite, la pyrrhotite, une olivine riche en fer et contenant de l'aluminium, un sulfure de fer inconnu contenant de l'aluminium, une chromite riche en aluminium, la kamacite, l'awaruite, la pentlandite, l'eskolaïte et la pérovskite.
La caféosite s'est probablement formée par altération d'un matériau constitué, comme les chondrites CM courantes, de phyllosilicates, de carbonates contenant du calcium, d'hydroxysulfures de type tochilinite et de pyrrhotite. Au cours d'un métamorphisme thermique à des températures comprises entre 750 et 900 °C, les hydroxysulfures ont été partiellement frittés avec des carbonates calcinés et des oxydes de fer, ce qui a donné naissance à la caféosite.